# 艾莉克絲·梅芮賽絲
亞歷珊卓·「艾莉克絲」·梅芮賽絲（英語：Alexandra "Alex" Meneses，1965年2月12日—）是一位美國女演員和模特兒。主力出演電視劇，演出作品如電視劇《人人都爱雷蒙德》（2000年至2005年）、《肥皂劇人生》（2015年至2016年）和《德州騎警》（2021年）。

## 早期生活
艾莉克絲·梅芮賽絲出生於伊利諾伊州芝加哥。她父親是墨西哥人，母親是烏克蘭人。暑假期間，梅芮賽絲在芝加哥的第二城喜剧团即興劇院學習表演。高中畢業後，她與義大利米蘭的一家公司簽約成為模特兒；原本預計只在義大利待了三個月的她愛上了這個國家，而停留了兩年之久。模特兒事業有成的梅芮賽絲回到美國後，她搬到了洛杉磯，在李斯特拉斯伯格學院學習表演。

## 外部連結
- 艾莉克絲·梅芮賽絲在互联网电影资料库（IMDb）上的資料（英文）